# Parceiros de Igreja
Parceiros de Igreja é uma povoação portuguesa do Município de Torres Novas que foi sede da extinta Freguesia de Parceiros de Igreja, freguesia que tinha 12,39 km² de área e 907 habitantes (2011), e, por isso, uma densidade populacional de 73,2 hab/km².
A Freguesia de Parceiros de Igreja foi extinta (agregada) pela reorganização administrativa de 2012/2013, tendo o seu território sido agregado ao das Freguesias de Brogueira e de Alcorochel para criar a União das Freguesias de Brogueira, Parceiros de Igreja e Alcorochel.
A Freguesia de Parceiros de Igreja incluía quatro localidades: Borreco, Parceiros de Igreja, Parceiros de São João e Resgais.

## População
| População da freguesia de Parceiros de Igreja | População da freguesia de Parceiros de Igreja | População da freguesia de Parceiros de Igreja | População da freguesia de Parceiros de Igreja | População da freguesia de Parceiros de Igreja | População da freguesia de Parceiros de Igreja | População da freguesia de Parceiros de Igreja | População da freguesia de Parceiros de Igreja | População da freguesia de Parceiros de Igreja | População da freguesia de Parceiros de Igreja | População da freguesia de Parceiros de Igreja | População da freguesia de Parceiros de Igreja | População da freguesia de Parceiros de Igreja | População da freguesia de Parceiros de Igreja | População da freguesia de Parceiros de Igreja |
| --------------------------------------------- | --------------------------------------------- | --------------------------------------------- | --------------------------------------------- | --------------------------------------------- | --------------------------------------------- | --------------------------------------------- | --------------------------------------------- | --------------------------------------------- | --------------------------------------------- | --------------------------------------------- | --------------------------------------------- | --------------------------------------------- | --------------------------------------------- | --------------------------------------------- |
| 1864                                          | 1878                                          | 1890                                          | 1900                                          | 1911                                          | 1920                                          | 1930                                          | 1940                                          | 1950                                          | 1960                                          | 1970                                          | 1981                                          | 1991                                          | 2001                                          | 2011                                          |
| 721                                           | 913                                           | 1 080                                         | 1 140                                         | 1 357                                         | 1 344                                         | 1 428                                         | 1 550                                         | 1 497                                         | 1 414                                         | 1 073                                         | 1 044                                         | 1 038                                         | 985                                           | 907                                           |

| Distribuição da População por Grupos Etários | Distribuição da População por Grupos Etários | Distribuição da População por Grupos Etários | Distribuição da População por Grupos Etários | Distribuição da População por Grupos Etários | Distribuição da População por Grupos Etários | Distribuição da População por Grupos Etários | Distribuição da População por Grupos Etários | Distribuição da População por Grupos Etários | Distribuição da População por Grupos Etários |
| -------------------------------------------- | -------------------------------------------- | -------------------------------------------- | -------------------------------------------- | -------------------------------------------- | -------------------------------------------- | -------------------------------------------- | -------------------------------------------- | -------------------------------------------- | -------------------------------------------- |
| Ano                                          | 0-14 Anos                                    | 15-24 Anos                                   | 25-64 Anos                                   | > 65 Anos                                    |                                              | 0-14 Anos                                    | 15-24 Anos                                   | 25-64 Anos                                   | > 65 Anos                                    |
| 2001                                         | 119                                          | 106                                          | 471                                          | 289                                          |                                              | 12,1%                                        | 10,8%                                        | 47,8%                                        | 29,3%                                        |
| 2011                                         | 95                                           | 84                                           | 441                                          | 287                                          |                                              | 10,5%                                        | 9,3%                                         | 48,6%                                        | 31,6%                                        |

Média do País no censo de 2001:  0/14 Anos-16,0%; 15/24 Anos-14,3%; 25/64 Anos-53,4%; 65 e mais Anos-16,4%
Média do País no censo de 2011:   0/14 Anos-14,9%; 15/24 Anos-10,9%; 25/64 Anos-55,2%; 65 e mais Anos-19,0%

## Edificado
- Centro de Saúde (Parceiros de Igreja)
- Antiga Sede da Junta de Freguesia (Parceiros de Igreja)
- Escola EB1 Parceiros de São João (Parceiros de São João, atualmente fora de funções)
- Escola 1CEB de Parceiros de Igreja (Parceiros de Igreja)
- Jardim Escola Parceiros de São João (Parceiros de São João, atualmente fora de funções)
- Jardim Escola de Resgais (Resgais)
- Campo Desportivo de Parceiros de São João
- Clube Cultural e Recreativo de Parceiros de São João
- Centro Cultural e Recreativo de Parceiros de Igreja
- Centro Cultural e Recreativo de Resgais
- Capela de Parceiros de São João (Orago São João Baptista)
- Capela de Resgais (Orago Santa Marta)
- Igreja Matriz de Parceiros de Igreja (Orago Nossa Senhora das Neves)